# 正マグマ鉱床
正マグマ鉱床（せいマグマこうしょう、英: orthomagmatic deposit）とは、鉱床（火成鉱床）の類型の一。苦鉄質に富むマグマの結晶分化および固化に伴って生成されたもの。マグマだまり中において結晶分化作用の比較的初期に生成される。
この鉱床においては白金族元素のほか、クロム、銅、ニッケル、チタン、バナジウムなどが産出される。